# War Angel LP
War Angel LP — вуличний альбом американського репера 50 Cent, виданий для безкоштовного завантаження через сайт ThisIs50.com [Архівовано 9 грудня 2020 у Wayback Machine.]. Пісню «OK, You're Right» випустили за кілька тижнів до релізу як промо-сингл до четвертого студійного альбому Before I Self Destruct. На задній обкладинці War Angel LP трек позначено як «OK, Alright». Наразі реліз має золотий статус на DatPiff (за критеріями сайту), його безкоштовно завантажили понад 119 тис. разів.

## Передісторія
11 червня 2009 стали відомими плани виконавця видати новий матеріал через ThisIs50.com. Репер заявив, що проєкт буде більш схожим на вуличний альбом, ніж на мікстейп. Говорячи про назву роботи, 50 Cent сказав:
Я не хотів це назвати 'Angel Demon'. Це не контраст між добром та злом. Але…якщо хтось на війні, я впевнений, що вони моляться. Вони вірять, що коло них є янголи. Як би ви назвали ангела на війні поруч із солдатом? Ось чому я й дав йому таку назву.

## Відеокліпи
Відео на «I'll Do Anything» оприлюднили 23 червня 2009; камео: Ллойд Бенкс, Тоні Єйо. 1 липня 2009 відбулась прем'єра кліпу на «OK, You're Right».

## Список пісень
| №  | Назва                                           | Тривалість |
| -- | ----------------------------------------------- | ---------- |
| 1  | «I Line Niggas» (прод.: Team Green Productions) | 2:13       |
| 2  | «Talking in Codes» (прод.: Френк Д'юкс)         | 3:07       |
| 3  | «Ok, You're Right» (прод.: Dr. Dre)             | 3:07       |
| 4  | «Redrum (Murder)»                               | 3:06       |
| 5  | «C.R.E.A.M. 2009» (прод.: Digga)                | 3:04       |
| 6  | «I'll Do Anything» (прод.: Phonix Beats)        | 3:12       |
| 7  | «London Girl» (прод.: DB)                       | 3:21       |
| 8  | «Better Come on Your a Game»                    | 2:24       |
| 9  | «Get the Message»                               | 2:50       |
| 10 | «Cocaine» (з участю Robin Thicke)               | 2:41       |
| 11 | «I Gotta Win»                                   | 3:00       |
| 12 | «Outro»                                         | 0:47       |